# Кјамулера (Белуно)
Кјамулера (итал. Chiamulera) је насеље у Италији у округу Белуно, региону Венето.
Према процени из 2011. у насељу је живело 36 становника. Насеље се налази на надморској висини од 1394 м.